# Kenderes
Kenderes [kendereš] je město v Maďarsku v župě Jász-Nagykun-Szolnok, spadající pod okres Karcag. Nachází se asi 35 km severovýchodně od župního města Szolnoku. Název je odvozen od slova kender (znamená konopí) a příponou -es (která značí, že se na místě konopí nachází), název Kenderes tedy znamená (místo), kde je konopí. V roce 2017 zde žilo 4 365 obyvatel. Dle údajů z roku 2011 zde bylo 97 % obyvatel maďarské a 3 % romské národnosti.
Nejbližšími městy jsou Fegyvernek, Karcag, Kisújszállás a Kunhegyes. Blízko jsou též obce Bucsa a Örményes.
Nachází se zde účelové letiště Kenderes.

## Zámek Horthyů

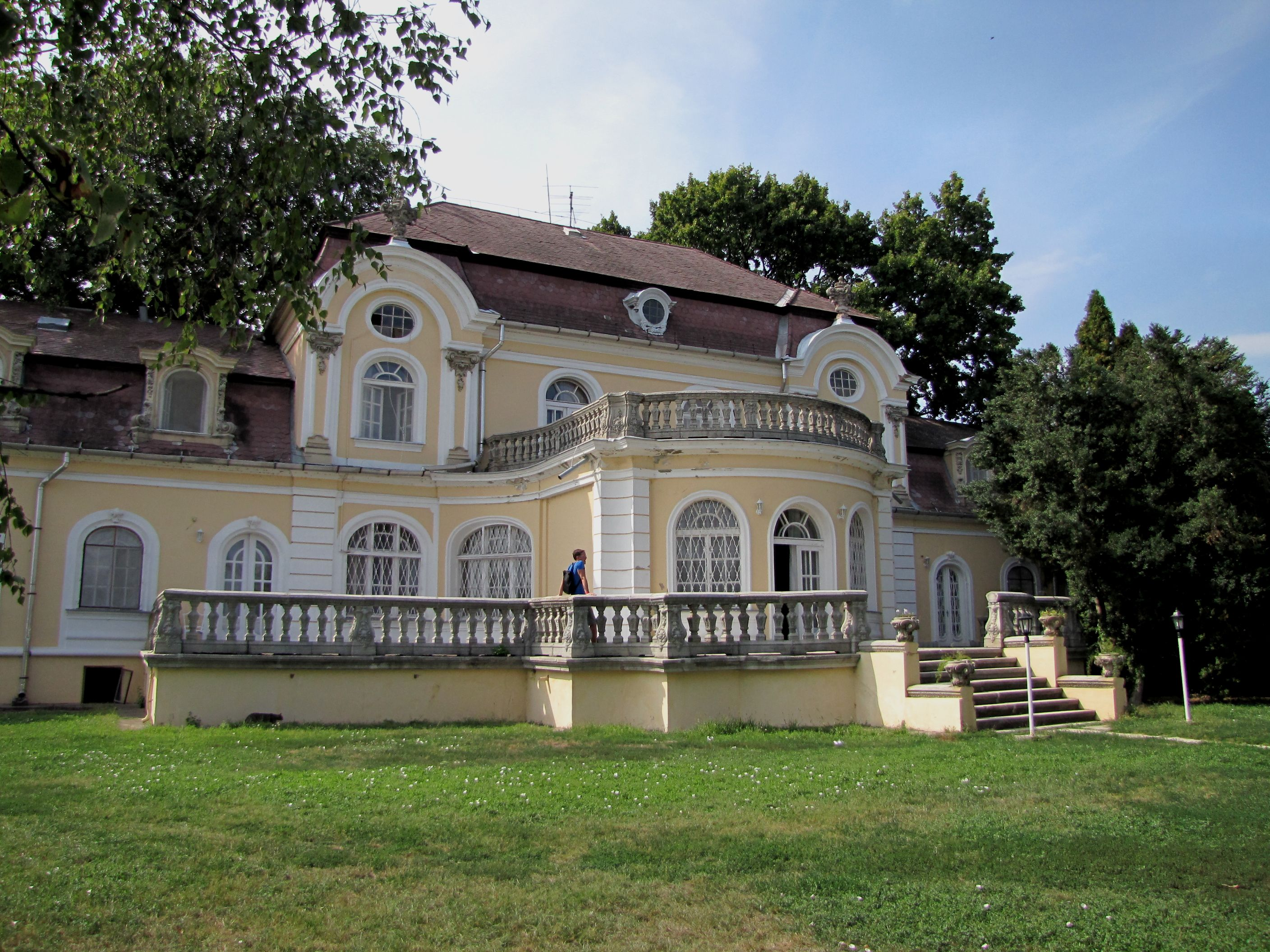
Zámek Horthy-kastély v Kenderesu

Barokní statek přešel v devatenáctém století do vlastnictví rodů Hódosy a Borbély, než jej v roce 1850 zdědili Horthyové. Narodil se zde Miklós Horthy a po zhroucení komunismu v Evropě, rozpadu Varšavské smlouvy a odsunu sovětských vojsk zde byl znovupohřben. Podle poslední Horthyho vůle se neměl vrátit, dokud „neodejde poslední ruský voják“.